# Nils Udo
Nils Udo (Lauf, Baviera, 1937) es un escultor, fotógrafo y pintor alemán, mayormente conocido por sus obras de Land Art. Sus obras, mundialmente reconocidas, se pueden ver en jardines, parques y museos de todo el mundo.
Actualmente reside en su ciudad natal, donde sigue ejerciendo la pintura.

## Biografía
Nils-Udo nació en Lauf, Baviera (Alemania), en 1937, ciudad donde además hizo su debut como pintor y vive actualmente.
En 1953, comienza sus estudios de artes gráficas en la Academia de Bellas Artes de Nuremberg (Alemania), década en la que además decide dedicarse a la pintura. A principios de 1960, se va a París, donde reside durante nueve años y donde celebra su primera individual.
Ya en los 70, pone temporalmente un paréntesis a la pintura para dedicarse a lo que se conoce como Land Art, interactuando con el paisaje sin invadirlo o destruirlo. A partir de este momento, sus principales composiciones se desarrollarán en entornos naturales, y girarán también en torno a la fotografía, ya que es el mejor medio para preservar sus instalaciones y dejar el espacio natural como estaba antes de invadirlo.
Más adelante, en 1990, con una beca del Ministerio de Cultura Francés, viaja a la Isla Reunión, lugar donde realizó importantes intervenciones. 
Las instalaciones de Nils Udo se pueden ver por toda Europa: Francia, Alemania, Grecia, Italia,…y también en muchas islas, las cuales le fascinan especialmente como escenario de sus obras: las del Océano Índico, las del Mar Egeo, o las Antillas Francesas.
Después de viajar por el mundo para hacer sus instalaciones "in situ", retomó la pintura con pasión en la primera década del año 2000 en su ciudad natal.  

## Técnica
Nils Udo utiliza diferentes técnicas para desarrollar y conservar su obra: fotografía, dibujo, pintura, instalación, escultura con elementos naturales, etcétera; y su obra se nutre de diversos temas o elementos: el agua, el bambú, nidos, bayas, hojas, flores y pétalos, raíces, piedras, nieve o el desierto.
Este toma prestado de la naturaleza su material básico para la creación y organización, totalmente nueva, del espacio: un nido de abedul con madera, tierra y piedras; el agua de la casa monumental en el Mar del Norte, construido con troncos de abeto, ramas de abedul, por ejemplo. Combinando escultura efímera, instalación y gran formato fotográfico, las obras de Nils Udo ocurren en y con la naturaleza. 
El mal tiempo y la degradación natural forman parte de su proceso creativo.
También la fotografía juega un papel en la conservación de la memoria de un momento fugaz y la transmisión de la obra al público. La intención original de Nils Udo es revelar la poesía de la naturaleza y la dimensión divina.
En palabras del artista: "Incluso si trabajo paralelo a la naturaleza y sólo intervengo con el mayor cuidado posible, una contradicción interna básica sigue existiendo. Es una contradicción que subyace en todo mi trabajo, que a su vez no puede escapar a la fatalidad inherente de nuestra existencia. Daña lo que toca: la virginidad de la naturaleza... para darse cuenta de lo que es posible y latente en la naturaleza, para darse cuenta de lo que, literalmente, nunca ha existido, la utopía se hace realidad. Una segunda vida de los objetos. El evento ha tenido lugar. Solo lo he animado y lo he hecho visible".

## Obra

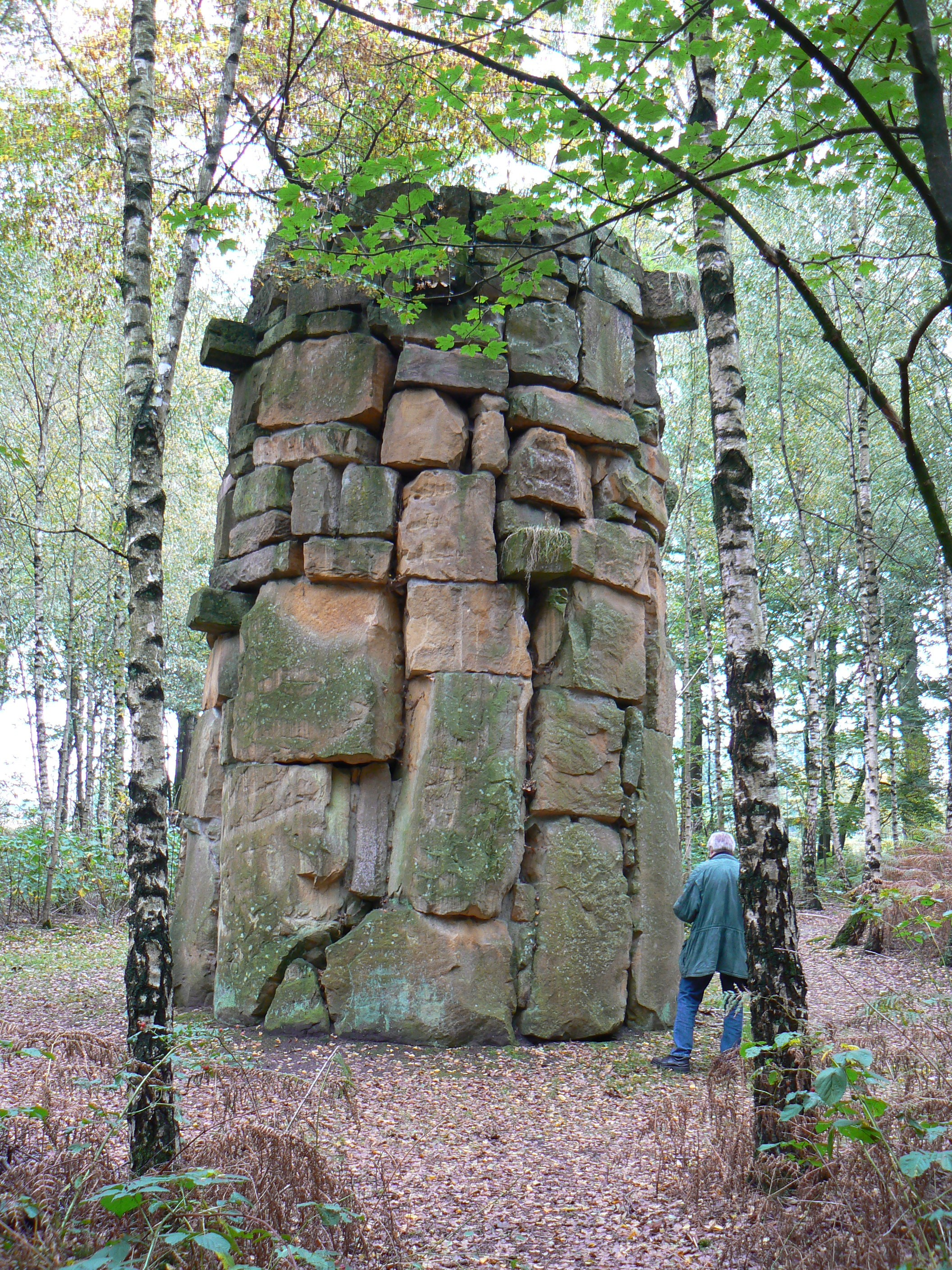
Der Turm (1982), intervención de Nils-Udo en Frenswegen, Alemania

La obra de Nils Udo evidencia un gran respeto por la naturaleza expresado con señales que se visualizan mediante pequeñas actuaciones. La poesía está presente en el conjunto de su obra: Rain Tower, Waterhouse, o, por ejemplo, Bamboo Nest, donde se puede contemplar un gigantesco nido de bambú, creando una instalación circular de gran escala para el festival de cultura de la ciudad de Fujiko, en Kanagawa, Japón.
Aquí una lista de las principales obras del artista:
- "El Nido: tierra, piedras, abedul, hierba"; Lineberg Heath, Alemania, 1.978
- "Altar del Río: Balsa de fresnos y ramas de avellanos, clematis, dientes de león", Priental, Baviera, 1980
- "Altar de Marzo: Postes de cenizas, juncos, clematis", Priental, Baviera, 1981
- "Torre Benthelm: piedra arenisca", Nordhorn, Alemania, 1982
- "Waterhouse: troncos de abeto, ramas de abedul y de sauce y césped en planicies de marismas", marismas de Waddensee, Holanda, 1982
- "Sin título: acantilado con hojas de árboles", la isla de Cres, Yugoslavia, 1988
- "Flor Enredadera celebrada en su viaje en un arroyo presa por un palo". Reunión, Océano Índico, 1990
- "Hoja de Robinia: hoja robinia reducida a la mitad y ceniza de ramitas", Valle de Sella, Italia, 1992
- "Cabeza de girasol con semillas removidas; bayas de rosa, la mitra del obispo; semillas de la mitra de obispo flotando en un arroyo ", marismas del Danubio, Baviera, 1993
- "Nido Willow: sauce, heno, tallos de helechos, pétalos de amapola", Marchiennes Bosque, Francia, 1994
- "El maíz", plantación, 1994
- "Raíz-Escultura", Ciudad de México, 1995
- "Nido de invierno: bolas de nieve teñidos con jugo de bayas", Alta Baviera, 1996
- "Pequeño Lago: tierra, agua, rama de avellano, campanillas, hojas muertas", Vallery, Francia, 2000
- "Piedra-Tiempo-Hombre: monolito de cuarcita con un peso aproximado de 150 toneladas, troncos de abeto derribados en la tormenta", Wittgenstein-Sauerland, Bad Berleberg, Alemania, 2001
- "Borde de la Duna: hierba de pampas, la arena, el viento", Namibia, 2001
- "Nido de arcilla roja", Clemson College, 2005
- "Llamas de lava: flores y flujo de lava", Islas Reunión, India